# Jacob de Kempenaer
Jacobus Mattheüs de Kempenaer (Amsterdam, 6 luglio 1793 – Arnhem, 12 febbraio 1870) è stato un politico olandese, primo ministro dei Paesi Bassi dal 21 novembre 1848 al 1º novembre 1849.

## Biografia
Esponente liberale, nel 1844 venne chiamato a far parte del comitato di nove persone (presieduto da Johan Rudolph Thorbecke) incaricato di emendare la Costituzione olandese.
Nel 1848, dopo le dimissioni del primo ministro Gerrit Schimmelpenninck, lo sostituisce alla guida del governo.

## Vita privata
Nel 1818 De Kempenaer sposò Dina Arnoldies Gerlings Jacoba (1796-1871) dalla quale ebbe tre figlie e tre figlie.